# ゲオルギオス・パルテニウ
ゲオルギオス・パルテニウ（ギリシア語: Γεώργιος Παρθενίου、英語: Georgios Partheniou、簡体字中国語: 乔治·帕特纽、1972年5月10日 - ）は、ギリシャの外交官、弁護士。アテネ出身。母国語のギリシャ語に加えて、英語とフランス語に堪能。
在上海総領事在任中の2023年3月15日、上海外国語大学を訪問して同学ギリシャ研究センター主催の世界ギリシャ語デー祝賀行事に参加した。

## 学歴
- 1996年: アテネ大学法学士[1][2]
- 1997年: ロンドン・ギルドホール大学（英語版）国際仲裁法単位認定証[1][2]

## 経歴
- 2000年 - 2005年: アテネ弁護士会（ギリシア語版）所属弁護士[1][2]
- 2005年: 外務省（ギリシア語版、英語版）国際機関部アタッシェ[1][2]
- 2006年 - 2008年: 在カザフスタン大使館三等書記官[1][2]
- 2008年 - 2014年: 在タイ王国大使館一等書記官[1][2]
- 2014年 - 2016年: 外務省中東・北アフリカ部二等参事官[1][2]
- 2016年 - 2022年7月: 駐日大使館一等参事官[1][2]、うち特命全権大使不在時には臨時代理大使を兼任[6][7]
- 2022年8月 - : 在上海総領事[1][2]